# غلين ديفيس (لاعب كرة قاعدة)
غلين ديفيس (بالإنجليزية: Glenn Davis)‏ هو لاعب كرة قاعدة أمريكي، ولد في 28 مارس 1961 في جاكسونفيل في الولايات المتحدة.

## وصلات خارجية
- غلين ديفيس على موقع دوري كرة القاعدة الرئيسي (الإنجليزية)
- غلين ديفيس على موقع الدوري الياباني لكرة القاعدة (الإنجليزية)
- غلين ديفيس على موقعبيزبول رفرنس.كوم (الدوري الرئيسي) (الإنجليزية)
- غلين ديفيس على موقعبيزبول رفرنس.كوم (الدوري الثانوي) (الإنجليزية)
- غلين ديفيس على موقع إي إس بي إن.كوم (أم.أل.بي) (الإنجليزية)
- غلين ديفيس على موقع مشجعي الرسوم البيانية (الإنجليزية)